# Calenzana
Calenzana je francouzská obec a vesnice, která se nachází v departementu Haute-Corse, v regionu Korsika .

## Poloha
Obec má rozlohu 182,77 km². Nejvyšší bod je 2 144 m n. m. a nejnižší bod 0 m n. m.

## Obyvatelstvo
Počet obyvatel obce je 2 056..